# Научные сказки периодической таблицы: Занимательная история химических элементов от мышьяка до цинка
Научные сказки периодической таблицы: Занимательная история химических элементов от мышьяка до цинка (англ. Periodic Tales) ― научно-популярная книга британского писателя Хью Олдерси-Уильямса, посвященная истории и культурным ассоциациям химических элементов.

## Содержание
Книга разделена на пять разделов: «Сила», «Огонь», «Ремесло», «Красота» и «Земля», в которых элементы группируются в соответствии с их основными культурными коннотациями, а не их положением в периодической таблице. Для некоторых элементов, таких как фосфор, автор описывает свои попытки получить образцы, воспроизводя оригинальный метод обнаружения. Он также посещает место открытия нескольких элементов, обнаруженных в наше время, в том числе знаменитый рудник Иттербю в Швеции, из которого были выделены семь новых элементов.
Таблица Менделеева знакома нам со школьных лет, как и алфавит, календарь и таблица умножения. Но сами химические элементы, помимо нескольких самых распространенных: железа, углерода, меди, золота, ― покрыты завесой тайны. В большинстве случаев мы не знаем, как они выглядят, в каком виде встречаются в природе, почему так названы и чем полезны для нас.
Поэтому автор книги приглашает читателя в экскурсию по страницам истории и литературы, науки и искусства. Эта книга познакомят нас с железом, которое падает с неба, и расскажут о скорбном пути неонового света. Читатели узнают, как гадать на свинце и почему гроб в один далеко не прекрасный день может оказаться цинковым. Читатель также обнаружит, что между костями его скелета и Белым домом в Вашингтоне есть самая прямая связь ― как и между светом уличного фонаря и солью у него на столе.

## Отзывы
Книга получила смешанные, но в целом положительные отзывы от The Daily Telegraph, Kirkus Reviews , Publishers Weekly и Science News.
Издание The Telegraph описал книгу как «400-страничное любовное письмо к химическим элементам» и «приятную смесь анекдотов, размышлений и информации, а не источник понимания».
Роберт Бантрок, рецензируя книгу для Journal of Chemical Education обнаружил, что она более точна и интересна, чем «Исчезающая ложка» Сэма Кина, книги с похожей тематикой и аудиторией, опубликованной годом ранее.

## Издание в России
Книга была переведена на русский язык и вышла в свет в издательстве «АСТ» в 2019 году. Переводчик ― С. Минкин. ISBN 978-5-17-113394-8.